# Дураццо, Пьетро Младший
Пьетро Дураццо (итал. Pietro Durazzo; Генуя, 1632 — Генуя, 1699) — дож Генуэзской республики.

## Биография
Сын дожа Чезаре Дураццо и Джованны Черветто, брат будущего кардинала Марчелло Дураццо, внук дожа Пьетро Дураццо, родился в Генуе в 1632 году. Был крещён 14 июня в церкви Сан-Винченцо. 10 декабря 1640 года был вписан в Золотую книгу генуэзской знати. Вместе с братом Марчелло получил образование в области права.
В 1659 году был направлен генуэзским правительством в Вену для расследования слухов о переговорах между маркизом Фосдиново с герцогом Тосканским по поводу продажи герцогу удела Луниджана, имевшего стратегическое значение для Генуи. Однако слухи не подтвердились, и Дураццо 22 апреля отбыл на родину, сделав остановку в Граце.
Вернувшись в Геную, в 1660 году он был избран в магистрат здравоохранения и занимался организацией ярмарок вплоть до 1662 года. В1662-1665 годах он был одним из отцов города и одним из защитников Банка Сан-Джорджо. В течение двадцати лет между 1660 и 1683 годами он занимал различные должности в судебной системе: защитника сирот (1666), члена магистратов иностранной валюты и изобилия (1668), магистрата арсенала (1669), покровителя тюрьмы для бедняков (1676) и защитника больницы Памматоне (1682—1683).
В 1672 году, в начале военных действий с герцогством Савойским, Пьетро Дураццо был включён в состав чрезвычайного совета. Он был сенатором, а затем губернатором Республики в 1674—1675 годах, работал в Совете по торговле и спорам между ремесленниками и неплатежеспособными клиентами, в магистратах арсенала, монеты и морских дел, служил членом Верховного синдикатория (1677), государственным инквизитором, членом Военного совета и покровителя Банк Сан-Джорджо (1683).
В последующие годы, в условиях конфликта между Республикой Генуя и Францией, Пьетро не скрывал своих профранцузских симпатий, в противовес сторонникам Испании, регулярно призывая правительство вести диалог с Францией. В 1684 году Дураццо был одним из четырёх членов Малого Совета Республики, голосовавших против отрицательного ответа на французский ультиматум, обернувшегося в итоге тяжёлой бомбардировкой Генуи французским флотом.
Из-за профранцузской ориентации Дураццо не вошёл в чрезвычайный военный совет во главе с дожем Франческо Мария Леркари Империале, но после роспуска совета в ноябре 1684 года взял на себя полномочия подготовить почву для столь необходимого мира с королём Людовиком XIV. Генуя приняла французские условия мира, и дож Леркари Империале был вынужден унизительно явиться в Версаль и принести публичные извинения французскому королю.
По истечении срока мандата дожа Леркари Империале встал вопрос о его преемнике. Генуэзская знать была разделена между сторонниками Франции и Испании. Пьетро Дураццо смог выиграть выборы дожа, на которых ему противостояли сторонники Испании Николо Балиани, Джованни Карло Бриньоле, Франческо Мария Бальби, Франческо Мария Саули, Оберто делла Торре и Аугусто Виале.

### Правление и последние годы
23 августа 1685 года Пьетро был избран дожем Генуи, 128-м в истории республики, став одновременно королём Корсики.
По истечении срока мандата 23 августа 1687 года Дураццо был назначен пожизненным прокурором. Он продолжал работать на государственных должностях: в магистрате войны (1688, 1692, 1693, 1695, 1697), государственным инквизитором (1689, 1694, 1696), в магистратах Корсики и морских дел.
Пьетро Дураццо выдвигал свою кандидатуру на выборах 1693 и 1697 годов: в обоих случаях он занял второе место, уступив Франческо Инвреа и Франческо Мария Саули.
Он умер в Генуе 31 июля 1699 года. Его тело было погребено в церкви Утешения.

### Личная жизнь
От брака с Виолантой Гарбарино (3 августа 1659) имел детей: Чезаре, Стефано (дож в 1734—1736), Карло Джироламо (иезуит), Марию Аурелию. Марию Джованну, ещё двое мальчиков умерли через несколько дней после рождения.